# Lamontjoie
Lamontjoie är en kommun i departementet Lot-et-Garonne i regionen Nouvelle-Aquitaine i sydvästra Frankrike. Kommunen ligger i kantonen Francescas som tillhör arrondissementet Nérac. År 2022 hade Lamontjoie 555 invånare.

## Befolkningsutveckling
Antalet invånare i kommunen Lamontjoie
| Referens: INSEE |